# Fenoxazoline
Fenoxazoline (tên thương mại Aturgyl ở Brazil) là thuốc thông mũi.
Fenmetozole có cùng một công thức, mặc dù thay vì nhóm ortho-isopropyl, 3 ', 4'-dich được chọn thay thế.